# Sennar (stad)
Sennar is een stad in Soedan en is de hoofdplaats van de staat Sennar.
Sennar telt naar schatting 143.000 inwoners.